# 鲍劳奇
鲍劳奇，是匈牙利费耶尔州所辖的一个村。总面积55.18平方公里，总人口3587，人口密度65.0人/平方公里（2011年1月1日）。